# Cleveland (Nowy Jork)
Cleveland – wieś w Stanach Zjednoczonych, w stanie Nowy Jork, w hrabstwie Oswego.